# GOeM

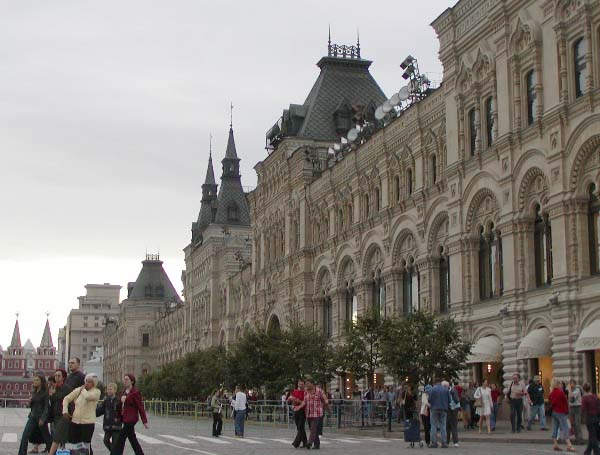
De Moskovische vestiging van GOeM aan het Rode Plein

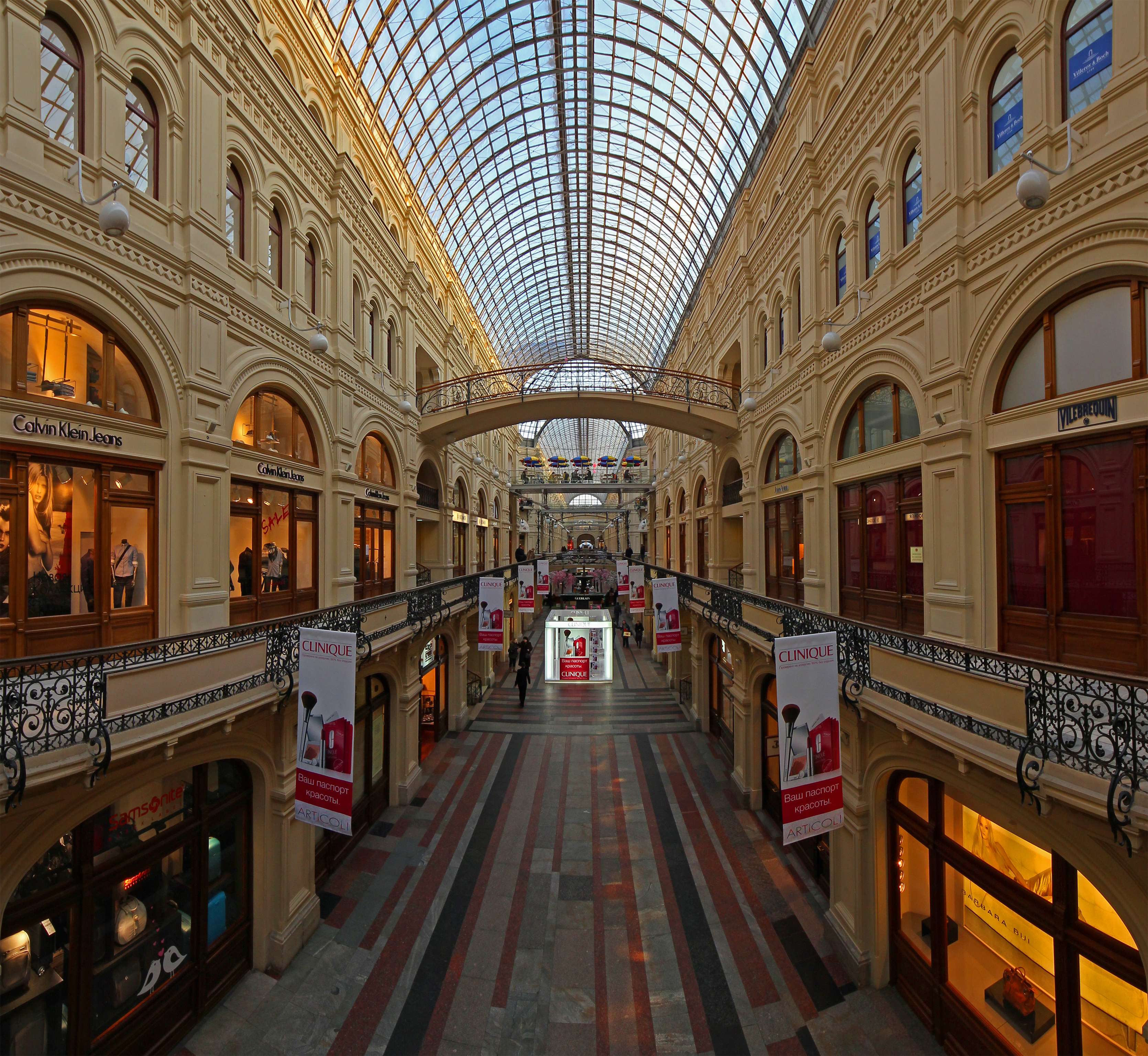
Een van de binnenpassages

GOeM (Russisch: ГУМ), uitspraak ongeveer als goem met een g als in goal, is een warenhuis in de Russische hoofdstad Moskou. GOeM is de afkorting van Glavny oeniversalny magazin (Главный универсальный магазин), wat Universele Hoofdwinkel betekent. GOeM is overigens een algemene benaming, niet alleen in Moskou is een vestiging. In Wit-Rusland bevindt zich ook een GOeM, hier wordt de naam echter uitgesproken als goom. In de sovjetperiode stond de Г (G) in de afkorting voor Государственный (Gosoedarstvenny) en was de betekenis van GOeM Universele Staatswinkel.

## GOeM Moskou
GOeM is gevestigd in het centrum van Moskou. Het ligt tegenover het Kremlin, aan de andere kant van het Rode Plein. Het werd tussen 1888 en 1894 gebouwd door Aleksandr Pomerantsev en Vladimir Sjoechov als vervanger van het oude handelsgebouw. In 1921 werd het gebouw door Lenin genationaliseerd. Na een grondige restauratie in 1952 werd het gebouw heropend als staatswinkel.
GOeM doet denken aan een paleis, of een enorm museum. Het warenhuis is zeer groot en bijna te vergelijken met een kleine stad: drie straten van drie verdiepingen en een aantal zijstraten, overdekt met glazen overkappingen, waar 150 kleine en grote winkels te vinden zijn. Op de kruispunten zijn fonteinen neergezet. Ook hier zijn de westerse invloeden niet onopgemerkt gebleven: de nieuwste cd's en merkkleding zijn te koop en de Finse warenhuisketen Stockmann heeft er ook een filiaal geopend.